# Martin Horák
Martin Horák (* 16. September 1980 in Mohelnice) ist ein ehemaliger tschechischer Fußballspieler.

## Karriere
Martin Horák begann mit dem Fußballspielen bei FK Mohelnice. Mit 13 Jahren wechselte der Abwehrspieler zu Sigma Olomouc. 1998 wurde er an LeRK Prostějov ausgeliehen, für den er 1999 in der 2. Liga debütierte.
Im Frühjahr 2001 spielte er auf Leihbasis für Viktoria Pilsen, im Herbst desselben Jahres für den FC Bohemians Prag. Im Januar 2003 wurde Horák für 19,5 Millionen Kronen an Sparta Prag transferiert. Dort machte er allerdings nur zehn Spiele und wechselte Anfang 2003 zu Zenit St. Petersburg. Unter dem tschechischen Trainer Vlastimil Petržela kam Horák regelmäßig zum Einsatz.
2004 wechselte Horák zum türkischen Verein Denizlispor. Dort machte er allerdings nur vier Spiele und wechselte Anfang 2005 zum FK Rostow. Nach einem Jahr ging er zu Schinnik Jaroslawl. Zur Saison 2007 unterschrieb er einen Dreijahresvertrag beim FK Rostow. Schon 2008 wechselte der Tscheche allerdings zum FK Sibir Nowosibirsk.
Seit der Saison 2012/13 spielte Martin Horák beim Schweizer Interregionalen 2. Liga-Verein FC Sirnach-Stella als Innenverteidiger. Dort blieb er drei Jahre. Nach einer Saison beim FC Uzwil beendete er im Jahr 2016 seine Laufbahn.

## Nationalmannschaft
Von 2001 bis 2002 spielte Horák in der tschechischen U-21-Nationalmannschaft, mit der er im Mai 2002 Europameister wurde.